# 14 Pułk Artylerii Ciężkiej
14 pułk artylerii ciężkiej (14 pac) – oddział artylerii ciężkiej Wojska Polskiego II Rzeczypospolitej w okresie wojny polsko-bolszewickiej.
Wiosną 1919 przystąpiono do formowania brygad artylerii dla dywizji piechoty. Brygada składała się z dowództwa, pułku artylerii polowej i pułku artylerii ciężkiej (dywizjon trzybateryjny). Drugi dywizjon pułku artylerii ciężkiej przeznaczony był do rezerwy artylerii Naczelnego Dowództwa.

## Formowanie i działania I dywizjonu
W końcu grudnia 1918 w koszarach na Sołaczu sformowany został 1 batalion artylerii ciężkiej wielkopolskiej. Bazą materiałową był sprzęt i uzbrojenie niemieckiego 5 pułk artylerii pieszej. Powstańcy pod dowództwem oficera Poznańskiej Straży Bezpieczeństwa ppor. Stefana Springera przejęli konie, zapasy mundurów, uprząż, broń ręczną, sprzęt kwatermistrzowski. W magazynach nie było jednak dział. 21 stycznia 1919 dowództwo nad oddziałem objął mjr Bronisław Kluczewski. 18 kwietnia I batalion posiadał już sześć baterii, nadal jednak bez sprzętu artyleryjskiego. Jednocześnie 17 maja przystąpiono do formowania dwóch pułków artylerii ciężkiej. W skład 1 pułku artylerii ciężkiej wielkopolskiej weszło dziewięć baterii liniowych podzielonych na trzy dywizjony, dowództwo pułku objął ppłk Antoni Heinrich, I dyon kpt. Jan Skotarek, II dyon por. Stanisław Przywecki, III dyon kpt. Edward Brzeski, a dywizjon zapasowy kpt. Leonard Lubański. Sprzęt stanowiły poniemieckie działa starych wzorów, często mocno zużyte.
Po osiągnięciu zdolności marszowej, samodzielne baterie wysyłane były na front wielkopolski. Czas pobytu w polu wykorzystywano głównie na szkolenie, uzupełnianie braków i pracę oświatową. Stosowano również działania demonstracyjne. Baterie stacjonowały w rejonie Kcyni, Leszna, Nowego Tomyśla, Zbąszynia, Bojanowa Starego, Międzychodu, Rawicza i Kolna. W lipcu z pułku wydzielono dwa dywizjony formując nowy 3 pułk artylerii ciężkiej wielkopolskiej kpt. Leonarda Lubańskiego w składzie: I dyon kpt. Jana Skotarka i II dyon por. Stanisława Przyweckiego.
W sierpniu dotychczasowy I/3 pac wielkopolskiego został przemianowany na I/14 pułku artylerii ciężkiej i przydzielony do 14 Wielkopolskiej Dywizji Piechoty. Na uzbrojeniu posiadał niemieckie 150 mm haubice wz.1896.  We wrześniu dywizjon przetransportowany został  na Front Litewsko-Białoruski i wszedł w skład grupy płk. Bolesława Jaźwińskiego i w końcu miesiąca uczestniczył w natarciu na Połock.

W okresie od października 1919 do maja 1920 dywizjon zajmował stanowiska ogniowe nad Berezyną, zwalczał nieprzyjaciela na linii frontu oraz wspierał ogniem własne grupy wypadowe. Podczas tych walk pozycyjnych dywizjon został przezbrojony w zdobyczne 6-calowe haubice produkcji rosyjskiej.
24 maja ruszyła pierwsza ofensywa wojsk Michaiła Tuchaczewskiego. W początkowym okresie 1 bateria ppor. Tadeusza Przewoskiego skutecznie zwalczała artylerię nieprzyjaciela oraz piechotę i pojawiające się samochody pancerne. Mimo ponawianych przez Sowietów ataków, przez cały czerwiec udało się utrzymać dotychczasowe stanowiska.
4 lipca Tuchaczewski ponownie zaatakował. W związku z przerwaniem polskiego frontu, dywizjon wraz z całą 14 Dywizją Piechoty rozpoczął działania opóźniające. 16 lipca w doszło do zaciętej walki, podczas której baterie kładły celne ognie zaporowe na nacierającą piechotę nieprzyjaciela. Za ofiarność i odwagę w boju oficer 3 baterii ppor. Władysław Benedykciński został odznaczony Orderem Virtuti Militari V klasy. 20 lipca dywizjon wspierał straż tylną 57 pułku piechoty na szosie Baranowicze-Kobryń. Na pewien czas zatrzymano wroga, ale wobec zagrożenia okrążeniem, musiano opuścić stanowiska ogniowe. Zejście ze stanowisk, osłaniał kpr. Józef Janowicz, który pozostał samotnie z karabinem maszynowym na stanowisku. Za swoją postawę został odznaczony Orderem Virtuti Militari.
24 lipca  podczas walk o Chutor Białorowszczyzna ponownie wyróżniła się 3 bateria. Po wykonaniu zadania bateria galopem przejechała przez linię zaskoczonego nieprzyjaciela dołączając do własnych oddziałów. Dalszy odwrót dywizjonu realizowany był aż  do 10 sierpnia i zakończył się w okolicach Dęblina.
 W okresie operacji warszawskiej dywizjon wziął udział w kontruderzeniu znad Wieprza. 17 sierpnia nacierał na Kołbiel, gdzie walnie przyczynił się do rozbicia sowieckiej 8 Dywizji Strzelców. Po odbiciu Mińska Mazowieckiego kontynuowano pościg docierając 24 sierpnia do Ostrowi Mazowieckiej. Tu dywizjon przeszedł do odwodu, kończąc ostatecznie swój szlak bojowy. Wkrótce poddany został reorganizacji i został przemianowany na 14 dywizjon artylerii ciężkiej.

## Walki  II dywizjonu
Dywizjon  pod dowództwem por. Stanisława Przyweckiego ruszył na front 31 lipca 1920 prawdopodobnie jako II dywizjon 14 pułku artylerii ciężkiej. Wraz z nim wyjechało z Poznania dowództwo pułku. Oddział wyposażony był we francuskie 75 mm armaty polowe wz. 1897. 
4 sierpnia  dywizjon zajął  stanowiska w rejonie Susk−Nowa Wieś, gdzie w ciągu 3 dni odpierał ataki sowieckiej piechoty. Podczas tych walk bohaterstwem wyróżnili się: ogn. Albin Kaczmarek, który ogniem na wprost swojego plutonu rozbił szarżę nieprzyjacielskiej kawalerii, kan. Wojciech Glapka, który pod ogniem zaprzodkował działa swojego plutonu i wyprowadził je z zagrożonych stanowisk oraz dowódca 6 baterii por. Wojciech Dombek, który po śmierci dowódcy wspieranego batalionu piechoty objął nad pododdziałem i zorganizował kontratak. Dzięki zdecydowanemu działaniu nie dopuścił do zajęcia dworca kolejowego w Ostrołęce. Wszyscy zostali odznaczeni Orderami Virtuti Militari V klasy. W ciągu tych trzech dni walk dyon wystrzelił 1900 pocisków tracąc 3 rannych kanonierów.
Po przełamaniu polskiej obrony baterie wycofały się w rejon Makowa. 9 sierpnia silny ogień dywizjonu przez 2,5 godziny skutecznie powstrzymywał natarcie nieprzyjaciela. Wyróżnił się wówczas bomb. Teofil Duszyński, który samodzielnie ładował i odpalał dwa działa, kiedy to ich obsługi ukryły się. Swoim przykładem spowodował powrót obsług do armat. W południe zarządzono odwrót, a osłaniała go 5 bateria por. Kapsy. Za bohaterstwo w walce por. Zygmunt Kapsa, bomb. Duszyński oraz kan. Stanisław Jamry, który donosił amunicję pod bezpośrednim silnym ogniem wroga, zostali odznaczeni Orderami Virtuti Militari V klasy.
10 i 11 sierpnia dywizjon ze stanowisk ogniowych w rejonie Przewodowa wspierał ogniem 4 pułk strzelców pomorskich i ochotnicze 205 pułk piechoty oraz batalion wileński. W walkach 4 bateria zniszczyła w pojedynku artyleryjskim dwa działa sowieckie. W kolejnych dniach walczono na północ od Nasielska.

16 sierpnia dywizjon działał w składzie 5 Armii i w rejonie Jacków−Daczki forsował Wkrę. Ogniem kierował dowódca pułku mjr Leonard Lubański. Za swoją postawę został odznaczony Orderem Virtuti Militari V klasy. Dwa dni później walczono w rejonie Orszyny. Dowódca 4 baterii por. Edward Przybylski, wciągnął w zasadzkę ogniową obchodzącą polskie pozycje sotnię kozacką i ogniem na wprost zniszczył ją.
19 sierpnia pod Ciechanowem dywizjon powstrzymywał ataki sowieckiej kawalerii w rejonie obrony 201. i 205 pułku piechoty. Potem poszczególne baterie spowodowały ostateczne rozbicie okrążonego nieprzyjaciela. Po tej walce dywizjon przeszedł do odwodu.
Na pierwszą linię dywizjon wrócił pod koniec września podczas walk o Grodno. Wspierał tam Dywizję Ochotniczą i osłaniał przeprawę piechoty przez Niemen. Przez kolejne dni uczestniczył w pościgu za rozbitymi oddziałami sowieckimi. Doszło też do starć z Litwinami. 5 bateria została przewieziona do Marcinkaniec, skąd pomaszerowała do Ziernin. Do 5 października bateria brała udział w walkach pod Oranami wspierając piechotę w zajęciu miejscowości. Tu zakończyła swój szlak bojowy.

## Żołnierze pułku
| Stanowisko           | Stopień, imię i nazwisko      | Okres         |
| -------------------- | ----------------------------- | ------------- |
| dowódca pułku        | kpt. Leonard Lubański         | VII 1919−     |
| dowódca I dywizjonu  | kpt. Jan Skotarek             | VII 1919−     |
| dowódca I dywizjonu  | kpt. Kazimierz Kozubski       | IX 1919−      |
| dowódca 1 baterii    | ppor. Kazimierz Kowalski      | IX 1919−      |
| dowódca 2 baterii    | ppor. Edmund Jeszke           | IX 1919−      |
| dowódca 3 baterii    | ogn. Piotr Kunze              | IX 1919−      |
| oficer młodszy       | ppor. Władysław Benedykciński | był VII 1920  |
| dowódca II dywizjonu | por. Stanisław Przywecki      | VII 1919−     |
| dowódca 4 baterii    | por. Edward Przybylski        | VII 1920−     |
| dowódca 5 baterii    | por. Zygmunt Kapsa            | VII 1920−     |
| dowódca 6 baterii    | por. Wojciech Dombek          | VII 1920−     |
| dowódca plutonu      | ogn. Albin Kaczmarek          | był VIII 1920 |